# Державний економіко-технологічний університет транспорту
Державний економіко-технологічний університет транспорту (ДЕТУТ) — колишній вищий навчальний заклад IV рівня акредитації, який до 2016 року здійснював підготовку фахівців для підприємств та організацій залізничного транспорту України.
29 лютого 2016 університет був рішенням уряду злитий з Київською державною академією водного транспорту імені гетьмана Петра Конашевича-Сагайдачного. Новий виш отримав назву Державний університет інфраструктури та технологій.

## Загальна інформація
Спрямованість діяльності ДЕТУТу — підготовка та перекваліфікація фахівців для подальшої праці у сфері залізничного транспорту.
Очолювала університет ректор — в.о. Брайковська Надія Сергіївна, Кандидат технічних наук, професор, професор кафедри «Вагони та вагонне господарство», академік Транспортної Академії України, Почесний працівник транспорту України, академік Міжнародної Академії безпеки життєдіяльності, Почесний залізничник України, відмінник освіти України
Згідно з ліцензією Міністерства освіти і науки України від 19,06,2015 р. Серія АЕ № 636805 університет мав право на здійснення підготовки фахівців за 9 спеціальностями загальним ліцензованим обсягом прийому (бакалаврів, спеціалістів та магістрів за всіма формами навчання). Усього на трьох основних факультетах університету навчались майже 5500 студентів денної і заочної форм навчання, з них понад 2000 студентів — на денній формі навчання. На довузівській підготовці навчались понад 200 слухачів, підвищення кваліфікації — 1000 осіб.
Університет мав шість навчальних, лабораторних і допоміжних корпусів площею 18 111 м².
Навчальну інфраструктуру університету становили 3 факультети, 20 кафедр, зокрема 10 випускаючих. Навчальний процес реалізовувався кваліфікованим складом науково-педагогічних працівників. Серед викладачів університету більш як 65 % штатних викладачів мали наукові ступені та вчені звання, зокрема понад 15 % докторів наук, професорів.
Із 20 кафедр Університету 16 очолювали професори. У складі викладачів Університету 8 академіків і 7 членів-кореспондентів Транспортної академії України. За плідну працю 3 професори Університету є лауреатами Державної премії України:
- Даніленко Є. І. — за роботу «Будівництво та реконструкція залізничної мережі України для збільшення пропускної спроможності та запровадження швидкісного руху поїздів» у 2010 р.
- Стасюк О. І. — за роботу «Моніторинг та діагностування електроенергетичних об'єктів та систем України на базі комплексів „Регіна“» у 2010 р.
- Бакаєв Л. О. — за роботу «Науково-методологічні засади системи національної безпеки України» у 2002 р.

Науковці, аспіранти та студенти мали змогу публікувати результати наукових досліджень у «Збірнику наукових праць ДЕТУТ» серій: «Транспортні системи і технології» і «Економіка й управління», які внесені ВАК України до переліку фахових видань з технічних і економічних наук.
З метою вдосконалення організації і підвищення ефективності науково-дослідної діяльності в університеті діяли Науково-дослідна лабораторія перспективного рухомого складу і спеціальної техніки, Науково-дослідна лабораторія надійності і якості залізничної колії, стрілочних переводів і колійних конструкцій.
Науковці та викладачі університету брали активну участь у роботах різних державних та Міжнародних наукових конгресах, симпозіумах, конференціях та семінарах, які проводяться як в Україні, так і за її межами (Росія, Польща, Угорщина, Словаччина).
За 2013—2015 pp. викладачами університету було видано 144 підручників та навчальних посібників (з них 20 — з грифом МОН), 27 монографій, 359 найменувань навчально-методичної літератури.
Комп'ютерний парк університету налічував 365 одиниць сучасних комп'ютерів, що дозволяє забезпечити щоденний доступ до комп'ютерів студентам до 1,6 години.
З метою наближення студентів до виробництва в процесі їх навчання створені бази виробничих практик більш ніж на 60 підприємствах Укрзалізниці.
Активно розвивалось студентське самоврядування — Студентський парламент та студентські ради гуртожитків. Щорічно проводилась Спартакіада університету. Студенти Університету займали призові місця на престижних змаганнях, тренувались в секціях з 14 видів спорту. В Університеті працювали наукові студентські гуртки: екологічний гурток «Едельвейс», гурток «Психологія сучасного менеджменту», гурток по вивченню історії України, «Науковий гурток любителів української мови».
Найкращі студенти Університету отримували 19 іменних стипендій, серед них: Президента України., Кабінету Міністрів України, а також соціальні стипендії Верховної Ради для сиріт, стипендії Київського міського голови.
В ДЕТУТ діяли чотири Спеціалізовані вчені ради по захисту кандидатських і докторських дисертацій:
- Д 26.820.03 за спеціальністю 08.00.04; «Економіка та управління підприємствами»,
- К 26.820.01 за спеціальностями 05.22.01 «Транспортні системи» та 05.22.06 «Залізнична колія»,
- К 26.820.02 за спеціальністю 07.00.07 «Історія науки і техніки»,
- К 26.820.1К за спеціальністю 05.13.05 «Комп'ютерні системи та компоненти».

В організації навчального процесу Університет орієнтувався на новітні технології навчання, комп'ютеризацію навчального процесу та на реалізацію власних програм безперервної підготовки (професійної, економічної, комп'ютерної тощо), які відображені в навчальних планах Університету.
Університет підтримував міжнародні зв'язки з 25 зарубіжними навчальними закладами, асоціаціями. Особливе значення для активізації участі Університету в міжнародному житті мала співпраця з організацією співдружності залізниць (ОСЗ) та Міжнародним союзом залізниць (МСЗ), до якого Університет було прийнято першим з вищих навчальних закладів України як приєднаного члена.

## Історія
Державний економіко-технологічний університет транспорту — один з найстаріших вищих навчальних закладів України. Корені його історії сягають 1898 року, коли була розпочата підготовка інженерів-залізничників в КПІ. Перший випуск інженерів-залізничників відбувся в 1903 році (12 за спеціальністю «Залізниці» і один за спеціальністю «Мости»). Крім того, у вересні 1909 році було відкрито залізничний відділ Київських вищих комерційних курсів з технічними науками і «економією шляхів сполучення», а з червня 1912 року надано статус вищого навчального закладу та перейменовано на Київський комерційний університет.
У 1929 році народний комісаріат Просвіти України організував у Києві Інститут інженерів шляхів сполучення (КІІШС) у складі п'яти факультетів. Через рік КІІШС було реорганізовано і на виконання Постанови Раднаркому УРСР № 19/672 від 12 липня 1930 року почали працювати 5 окремих вищих навчальних закладів: Київський залізничний інститут у складі 2 факультетів, Дніпропетровський залізничний інститут у складі 3 факультетів, Київський інститут річкового транспорту у складі 3 факультетів, Одеський інститут морського транспорту у складі 2 факультетів, Харківський шляховий інститут у складі 4 факультетів (з 1 січня 1934 року — ХІІТ). У період масових репресій 30-х років ХХ ст. серед значної кількості вищих навчальних закладів, які перестали існувати, був і Київський залізничний інститут. Так Київський інститут інженерів транспорту в 1934 році було об'єднано з Харківським інститутом інженерів залізничного транспорту. Фактично КІІТ включено до складу ХІІЗТ. З 1951 року було створено Навчально-консультаційний пункт Всесоюзного заочного інституту інженерів залізничного транспорту. І лише 14 липня 1966 року було організовано філіал ХІІТу у м. Києві. А в 1968 році в київській філії Харківського інституту інженерів транспорту відновлено спеціальність «економіка і організація залізничного транспорту».
Починаючи з 1991 року, коли була створена Укрзалізниця, потреба у сучасних кадрах залізничників — аналітиків широкого профілю значно зросла. 5 грудня 1995 року на базі КФ ХІІТу було створено Київський інституту залізничного транспорту.
Відповідно до постанови Кабінету Міністрів України від 09.08.2001 року № 983 та наказу Міністерства транспорту України від 27.08.2001 року № 564 створено Київський університет економіки і технологій транспорту.
На базі Київського університету економіки і технологій транспорту розпорядженням Кабінету Міністрів України від 18 квітня 2007 року № 196-р утворено Державний економіко-технологічний університет транспорту, який заснований на державній власності, був бюджетною установою, діяв як навчально-науково-виробничий комплекс та підпорядкований МОН.
29 лютого 2016 університет був рішенням уряду злитий з Київською державною академією водного транспорту імені гетьмана Петра Конашевича-Сагайдачного. Новий виш отримав назву Державний університет інфраструктури та технологій.

## Факультети та кафедри

### Факультет «Інфраструктура і рухомий склад залізниць»
Факультет готував спеціалістів за спеціальностями «Електричний транспорт», «Автоматика та автоматизація на транспорті», «Рухомий склад та спеціальна техніка залізничного транспорту», «Залізничні споруди та колійне господарство». За всіма цими спеціальностями готувались і магістри.
Випускники вказаних спеціальностей працювали на підприємствах залізничного транспорту, вагонних та локомотивних депо, інформаційно-облікових центрах, дистанціях колії тощо.

#### Кафедри
- «Вагони та вагонне господарство» — зав. кафедри Іщенко В. М., д.т.н., професор.
- «Тяговий рухомий склад залізниць» — зав. кафедри Черняк Ю. В. к.т.н., доцент.
- « Будівельні конструкції і споруди» — зав. кафедри Талавіра Г. М., к.т.н., доцент.
- «Залізнична колія та колійне господарство» — зав.кафедри Даніленко Е. І., д.т.н., професор.
- «Автоматизація та комп'ютерно-інтегровані технології транспорту» — зав. кафедри Стасюк О. І., д.т.н., професор.
- «Телекомунікаційні технології та автоматика» — зав. кафедри Тимченко Л. І., д.т.н., професор.
- «Теоретична і прикладна механіка» — зав. кафедри Косарчук В. В., д.т.н., професор.
- «Фізика та електротехніка» — зав. кафедри Чепілко М. М., д.ф-м.н., професор.

### Факультет «Управління залізничним транспортом»
На факультеті студенти отримували спеціальність «Організації перевезень та управління на транспорті (залізничний транспорт)». Випускники цієї спеціальності працювали організаторами руху поїздів, керівниками залізничних станцій, дирекцій служб руху, а також в організаціях вантажних та пасажирських перевезень, в метрополітенах, транспортно-експедиторських підприємствах, проектних інститутах транспортного спрямування. Для якіснішої підготовки спеціалістів по напрямку «Транспортні технології» відкрито дві спеціалізації, де готували спеціалістів з пасажирських перевезень на залізницях і метрополітену та комерційної діяльності залізниць.

#### Кафедри
- «Управління процесами перевезень» — зав. кафедри Мироненко В. К., д.т.н., професор.
- «Екологія та безпека життєдіяльності» — зав. кафедри Пилипчук О. Я., д.б.н., професор.
- «Іноземні мови» — зав. кафедри Ісаєнко С. А., к.п.н., доцент.
- «Фізичне виховання та спорт» — зав. кафедри Хитрий В. О.

### Факультет «Економіки і менеджменту»
Факультет готував спеціалістів за спеціальностями «Фінанси», «Облік і аудит», «Економіка підприємств», «Менеджмент організацій і логістика».
Працювали випускники на підприємствах залізничної галузі в економічних відділах, службах, головних управліннях, а також економістами підприємств. У 2015 році кафедра «Менеджмент організацій і логістика» була перейменована в «Менеджмент», і створено окрему кафедру «Логістика». Також, у зв'язку з євроінтеграцією, відкрито нову спеціальність «Менеджмент зовнішньо-економічної діяльності», де окрім менеджменту, вивчались економічні транспортні відносини України в міжнародній діяльності (Студенти мають змогу отримати дану спеціальність здобувши ступінь Бакалавра).

#### Кафедри
- «Фінанси і кредит» — зав. кафедри Богомолова Н. І., д.е.н.
- «Облік і аудит» — зав. кафедри Стасишен М. С., д.е.н., професор.
- «Менеджмент» — зав. кафедри Бакаєв Л. О., д.е.н., професор.
- «Економіка підприємств» — заст. зав. кафедри Приймук О. Р., к.е.н., доцент.
- «Економічна теорія» — зав. кафедри Підлісний П. І., д.е.н.
- «Суспільних та гуманітарних наук» — зав. кафедри Цюрупа М. В., д.ф.н., професор.
- «Вища математика» — зав. кафедри Крюков М. М., д.т.н., професор.
- «Логістика»  — зав. кафедри Кучерук Г. Ю., д.е.н., професор.

### Факультет післядипломної освіти
З 1998 року в Університеті відкрита та працює аспірантура, в якій проводилась підготовка з технічних та економічних галузей наук з 8 спеціальностей: 05.22.06 «Залізнична колія», 05.22.07 «Рухомий склад залізниць та тяга поїздів», 08.00.04 «Економіка та управління підприємствами», 05.13.05 «Комп'ютерні системи та компоненти» 07.00.07 «Історія науки й техніки», 01.02.01 «Теоретична механіка», 05.11.07 «Оптичні прилади та системи», 05.22.01 «Транспортні системи». Науковими керівниками аспірантів були 14 докторів наук.

### Міжнародні відносини та співробітництво
Університет в галузі міжнародного співробітництва керувався Законом України «Про вищу освіту» і встановлював ділові контакти з провідними транспортними вищими навчальними закладами СНД, науково-дослідними установами України та інших країн, міжнародними організаціями. Університет тісно співпрацював з Білоруським державним університетом транспорту (м. Гомель), Українсько-Польським Інститутом Управління (м. Варшава), Вищою технічно-економічною школою в Щецині (Польща).